# Eutrepsia
Eutrepsia är ett släkte av fjärilar. Eutrepsia ingår i familjen mätare.

## Dottertaxa tillEutrepsia, i alfabetisk ordning[1]
- Eutrepsia bipennis
- Eutrepsia cephisaria
- Eutrepsia coenonympha
- Eutrepsia crusa
- Eutrepsia cydonia
- Eutrepsia cynaxa
- Eutrepsia dispar
- Eutrepsia gadowi
- Eutrepsia haemataria
- Eutrepsia inconstans
- Eutrepsia lithosiata
- Eutrepsia mamitus
- Eutrepsia melanodora
- Eutrepsia mercedes
- Eutrepsia metagrapharia
- Eutrepsia monticola
- Eutrepsia neonympha
- Eutrepsia orodes
- Eutrepsia pacilius
- Eutrepsia phanerischyne
- Eutrepsia phoebe
- Eutrepsia polyxena
- Eutrepsia potentia
- Eutrepsia praeclara
- Eutrepsia primulina
- Eutrepsia prumnides
- Eutrepsia rubriplaga
- Eutrepsia secreta
- Eutrepsia secretus
- Eutrepsia separata
- Eutrepsia splendens
- Eutrepsia spuria
- Eutrepsia striatus
- Eutrepsia subcostalis
- Eutrepsia substriata
- Eutrepsia tortricina
- Eutrepsia valbum